# برشاوشان مقوس
برشاوشان مقوس (الاسم العلمي:Adiantum recurvatum) هو نوع من النباتات يتبع جنس البرشاوشان من الفصيلة الديشارية.